# Samtgemeinde Börde Lamstedt
La comunità amministrativa di Börde Lamstedt (Samtgemeinde Börde Lamstedt) si trova nel circondario di Cuxhaven nella Bassa Sassonia, in Germania.

## Suddivisione
Comprende 5 comuni:
1. Armstorf
2. Hollnseth
3. Lamstedt
4. Mittelstenahe
5. Stinstedt

Il capoluogo è Lamstedt.